# Condado de Vallellano
El condado de Vallellano es un título nobiliario español, creado el 26 de mayo de 1774 por el rey Carlos III de España a favor de José Antonio Arredondo y Ambulodi.
Este título fue rehabilitado el 6 de julio de 1916 por el rey Alfonso XIII de España a favor de María de la Concepción de Guzmán y O'Farrill, sobrina en cuarto grado del II y del III condes de Vallellano.
En fecha desconocida de 1964, Francisco Franco otorgó, a título póstumo, la grandeza de España a la IV condesa, la misma María de la Concepción de Guzmán y O'Farrill. La grandeza asociada fue suprimida en 2022 mediante la Ley de Memoria Democrática.

## Denominación
Su denominación hace referencia a la localidad cántabra de Vallellano, en el Valle del Ruesga.

## Condes de Vallellano
|                                 | Titular                                      | Periodo                 |
| Creación por Carlos III         | Creación por Carlos III                      | Creación por Carlos III |
| ------------------------------- | -------------------------------------------- | ----------------------- |
| I                               | José Antonio Arredondo y Ambulodi            | 1774-1792               |
| II                              | Antonio José Román de Arredondo y Cabello    | 1792-?                  |
| III                             | Manuel Quirico de Arredondo y Cabello        | ?-1886                  |
| Rehabilitación por Alfonso XIII |                                              |                         |
| IV                              | María de la Concepción de Guzmán y O'Farrill | 1916-1962               |
| V                               | José Fernando Suárez de Tangil y Guzmán      | 1965-2008               |
| VI                              | Manuel de Soroa y Suárez de Tangil           | 2011-actual titular     |

## Historia de los condes de Vallellano
- José Antonio Arredondo y Ambulodi (1749-?), I conde de Vallellano.

Casó con María Ignacia de los Dolores Cabello y Roborato. Le sucedió su hijo:
- Antonio José Román de Arredondo y Cabello (1792-?), II conde de Vallellano.

Casó con su prima hermana, María Teresa O'Farrill y Arredondo, con descendientes que no ostentaron nunca el título. Le sucedió su hermano:
- Manuel Quirico de Arredondo y Cabello (1798-1886), III conde de Vallellano.

Casó en primeras nupcias con María de Belén Santestillano y Pescio y en segundas nupcias con Lutgarda Valdés y Albertini. De ambos matrimonios tuvo descendencia, pero nunca ostentaron el título, por lo que en 1916 fue rehabilitado a favor de su sobrina en cuarto grado:
Rehabilitación en 1916:
- María de la Concepción de Guzmán y O'Farrill (1880-1962), IV condesa de Vallellano grande de España (póstuma).

Casó con Fernando Suárez de Tangil y Angulo, II marqués de Covarrubias de Leyva. Le sucedió su hijo:
- José Fernando Suárez de Tangil y Guzmán, V conde de Vallellano grande de España. Sin descendientes. Le sucedió su sobrino materno:

- Manuel de Soroa y Suárez de Tangil, VI conde de Vallellano grande de España (grandeza suprimida en 2022).[1]